# Großer Preis von Abu Dhabi 2020
Der Große Preis von Abu Dhabi 2020 (offiziell Formula 1 Etihad Airways Abu Dhabi Grand Prix 2020) fand am 13. Dezember auf dem Yas Marina Circuit auf der Yas-Insel statt und war das 17. und letzte Rennen der Formel-1-Weltmeisterschaft 2020.

## Bericht

### Hintergründe
Lewis Hamilton stand seit dem Großen Preis der Türkei als Fahrerweltmeister fest; nach dem Großen Preis von Sachir betrug sein Vorsprung 127 Punkte auf Valtteri Bottas und 143 Punkte auf Max Verstappen. In der Konstrukteurswertung stand Mercedes bereits seit dem Großen Preis der Emilia-Romagna als Weltmeister fest; hier betrug der Vorsprung nach dem Großen Preis von Sachir 258 Punkte auf Red Bull Racing und 346 Punkte auf Racing Point.
Der Große Preis von Abu Dhabi war ursprünglich als letztes von 22 Rennen geplant und sollte am 29. November stattfinden. Aufgrund der COVID-19-Pandemie wurden verschiedene Rennen der Formel-1-Weltmeisterschaft 2020 abgesagt oder verschoben. Am 25. August wurden die letzten vier Rennen des überarbeiteten Rennkalenders veröffentlicht. Der Große Preis von Abu Dhabi war dabei – weiterhin als letztes Rennen der Saison – für den 13. Dezember terminiert.
Romain Grosjean nahm aufgrund seiner beim Großen Preis von Bahrain erlittenen Verletzungen auch an diesem Rennen nicht teil; er wurde erneut durch Haas-Ersatzfahrer Pietro Fittipaldi vertreten. Hamilton trat nach überstandener COVID-19-Erkrankung zu diesem Rennen wieder an. George Russell, der Hamilton beim Großen Preis von Sachir vertreten hatte, kehrte im Zuge dessen zu Williams zurück.
Daniil Kwjat bestritt seinen letzten Grand Prix.
Mit Hamilton (fünfmal), Sebastian Vettel (dreimal), Bottas und Kimi Räikkönen (jeweils einmal) traten vier ehemalige Sieger zu diesem Grand Prix an.
Als Rennkommissare für dieses Rennwochenende fungierten Garry Connelly (AUS), Achim Loth (DEU), Mika Salo (FIN) und Mohamed Al Hashmi (ARE).

### Training
Im ersten freien Training fuhr Verstappen in 1:37,378 Minuten die schnellste Runde, gefolgt von Bottas und Esteban Ocon.
Im zweiten freien Training war dann Bottas mit 1:36,276 Minuten Schnellster vor Hamilton und Verstappen.
Das dritte freie Training entschied mit einer Zeit von 1:36,251 Minuten dann wieder Verstappen für sich. Zweiter wurde Alexander Albon, Dritter Daniel Ricciardo.

### Qualifying
Das Qualifying bestand aus drei Teilen mit einer Nettolaufzeit von 45 Minuten. Im ersten Qualifying-Segment (Q1) hatten die Fahrer 18 Minuten Zeit, um sich für das Rennen zu qualifizieren. Alle Fahrer, die im ersten Abschnitt eine Zeit erzielten, die maximal 107 Prozent der schnellsten Rundenzeit betrug, qualifizierten sich für den Grand Prix. Die besten 15 Fahrer erreichten den nächsten Teil. Hamilton war Schnellster. Die Williams- und die Haas-Piloten und Räikkönen schieden aus.
Der zweite Abschnitt (Q2) dauerte 15 Minuten. Die schnellsten zehn Piloten qualifizierten sich für den dritten Teil des Qualifyings und mussten mit den hier verwendeten Reifen das Rennen starten, alle anderen hatten freie Reifenwahl für den Rennstart. Hamilton war erneut Schnellster. Sergio Pérez ohne Zeit, Antonio Giovinazzi, Vettel und die beiden Renault-Fahrer schieden aus.
Der letzte Abschnitt (Q3) ging über eine Zeit von zwölf Minuten, in denen die ersten zehn Startpositionen vergeben wurden. Verstappen fuhr mit einer Rundenzeit von 1:35,246 Minuten die Bestzeit vor Bottas und Hamilton. Es war die dritte Pole-Position für Verstappen in der Formel-1-Weltmeisterschaft.

### Rennen
Verstappen führte jede Runde des Rennens von der Pole aus an. Nachdem Pérez von Platz 19 aus gestartet war und innerhalb weniger Runden bis auf Platz 14 vorfahren konnte, endete dessen Rennen in der neunten Runde, als ihn ein Problem mit der Antriebseinheit dazu zwang, seinen Racing Point am Streckenrand abzustellen. Die Rennleitung schickte daraufhin virtuelle Safety-Car auf die Strecke. Beim Restart behielt Verstappen die Führung vor dem Mercedes-Duo und gewann schließlich das Rennen vor den beiden. Für Verstappen war es der zehnte Sieg in der Formel-1-Weltmeisterschaft, davon der zweite der Saison. Albon schaffte es bereits beim Start, Lando Norris für den vierten Platz zu überholen und behielt diesen bis zum Schluss. Norris wurde schließlich Fünfter vor seinem Teamkollegen Carlos Sainz jr. auf Platz sechs. Ricciardo, Pierre Gasly, Ocon und Lance Stroll belegten die restlichen Punkteränge.
Durch die Plätze fünf und sechs konnte McLaren in der Konstrukteurswertung noch an Racing Point vorbeiziehen und beendete die Saison als Dritter hinter Mercedes und Red Bull Racing. Zum ersten Mal in der über 40-jährigen Teamgeschichte konnte Williams keinen einzigen Punkt einfahren.

## Meldeliste
| Team                          | Nr. | Fahrer             | Chassis                            | Motor                              | Reifen |
| ----------------------------- | --- | ------------------ | ---------------------------------- | ---------------------------------- | ------ |
| Mercedes-AMG Petronas F1 Team | 44  | Lewis Hamilton     | Mercedes-AMG F1 W11 EQ Performance | Mercedes-AMG F1 M11 EQ Performance | P      |
| Mercedes-AMG Petronas F1 Team | 77  | Valtteri Bottas    | Mercedes-AMG F1 W11 EQ Performance | Mercedes-AMG F1 M11 EQ Performance | P      |
| Scuderia Ferrari              | 05  | Sebastian Vettel   | Ferrari SF1000                     | Ferrari 065                        | P      |
| Scuderia Ferrari              | 16  | Charles Leclerc    | Ferrari SF1000                     | Ferrari 065                        | P      |
| Aston Martin Red Bull Racing  | 33  | Max Verstappen     | Red Bull Racing RB16               | Honda RA620H                       | P      |
| Aston Martin Red Bull Racing  | 23  | Alexander Albon    | Red Bull Racing RB16               | Honda RA620H                       | P      |
| McLaren F1 Team               | 55  | Carlos Sainz jr.   | McLaren MCL35                      | Renault E-Tech 20                  | P      |
| McLaren F1 Team               | 04  | Lando Norris       | McLaren MCL35                      | Renault E-Tech 20                  | P      |
| Renault DP World F1 Team      | 03  | Daniel Ricciardo   | Renault R.S.20                     | Renault E-Tech 20                  | P      |
| Renault DP World F1 Team      | 31  | Esteban Ocon       | Renault R.S.20                     | Renault E-Tech 20                  | P      |
| Scuderia AlphaTauri Honda     | 26  | Daniil Kwjat       | AlphaTauri AT01                    | Honda RA620H                       | P      |
| Scuderia AlphaTauri Honda     | 10  | Pierre Gasly       | AlphaTauri AT01                    | Honda RA620H                       | P      |
| BWT Racing Point F1 Team      | 11  | Sergio Pérez       | Racing Point RP20                  | BWT Mercedes                       | P      |
| BWT Racing Point F1 Team      | 18  | Lance Stroll       | Racing Point RP20                  | BWT Mercedes                       | P      |
| Alfa Romeo Racing Orlen       | 07  | Kimi Räikkönen     | Alfa Romeo Racing C39              | Ferrari 065                        | P      |
| Alfa Romeo Racing Orlen       | 88  | Robert Kubica      | Alfa Romeo Racing C39              | Ferrari 065                        | P      |
| Alfa Romeo Racing Orlen       | 99  | Antonio Giovinazzi | Alfa Romeo Racing C39              | Ferrari 065                        | P      |
| Haas F1 Team                  | 51  | Pietro Fittipaldi  | Haas VF-20                         | Ferrari 065                        | P      |
| Haas F1 Team                  | 20  | Kevin Magnussen    | Haas VF-20                         | Ferrari 065                        | P      |
| Haas F1 Team                  | 50  | Mick Schumacher    | Haas VF-20                         | Ferrari 065                        | P      |
| Williams Racing               | 63  | George Russell     | Williams FW43                      | Mercedes-AMG F1 M11 EQ Performance | P      |
| Williams Racing               | 06  | Nicholas Latifi    | Williams FW43                      | Mercedes-AMG F1 M11 EQ Performance | P      |

Anmerkungen
1. 1 2  Der Alfa Romeo Racing mit der Startnummer 88 wurde im ersten freien Training für Kubica eingesetzt. Giovinazzi übernahm das Fahrzeug anschließend für das restliche Rennwochenende mit seiner Startnummer 99.
2. 1 2  Der Haas mit der Startnummer 50 wurde im ersten freien Training für Schumacher eingesetzt. Magnussen übernahm das Fahrzeug anschließend für das restliche Rennwochenende mit seiner Startnummer 20.

## Klassifikationen

### Qualifying
| Pos.                                                                      | Fahrer             | Konstrukteur              | Q1       | Q2         | Q3       | Start |
| ------------------------------------------------------------------------- | ------------------ | ------------------------- | -------- | ---------- | -------- | ----- |
| 01                                                                        | Max Verstappen     | Red Bull Racing-Honda     | 1:35,993 | 1:35,641   | 1:35,246 | 01    |
| 02                                                                        | Valtteri Bottas    | Mercedes                  | 1:35,699 | 1:35,527   | 1:35,271 | 02    |
| 03                                                                        | Lewis Hamilton     | Mercedes                  | 1:35,528 | 1:35,466   | 1:35,332 | 03    |
| 04                                                                        | Lando Norris       | McLaren-Renault           | 1:36,016 | 1:35,849   | 1:35,497 | 04    |
| 05                                                                        | Alexander Albon    | Red Bull Racing-Honda     | 1:36,106 | 1:35,654   | 1:35,571 | 05    |
| 06                                                                        | Carlos Sainz jr.   | McLaren-Renault           | 1:36,517 | 1:36,192   | 1:35,815 | 06    |
| 07                                                                        | Daniil Kwjat       | AlphaTauri-Honda          | 1:36,459 | 1:36,214   | 1:35,963 | 07    |
| 08                                                                        | Lance Stroll       | Racing Point-BWT Mercedes | 1:36,502 | 1:36,143   | 1:36,046 | 08    |
| 09                                                                        | Charles Leclerc    | Ferrari                   | 1:35,881 | 1:35,932   | 1:36,065 | 12    |
| 10                                                                        | Pierre Gasly       | AlphaTauri-Honda          | 1:36,545 | 1:36,282   | 1:36,242 | 09    |
| 11                                                                        | Esteban Ocon       | Renault                   | 1:36,783 | 1:36,359   | –        | 10    |
| 12                                                                        | Daniel Ricciardo   | Renault                   | 1:36,704 | 1:36,406   | –        | 11    |
| 13                                                                        | Sebastian Vettel   | Ferrari                   | 1:36,655 | 1:36,631   | –        | 13    |
| 14                                                                        | Antonio Giovinazzi | Alfa Romeo Racing-Ferrari | 1:37,075 | 1:38,248   | –        | 14    |
| 15                                                                        | Sergio Pérez       | Racing Point-BWT Mercedes | 1:36,034 | keine Zeit | –        | 19    |
| 16                                                                        | Kimi Räikkönen     | Alfa Romeo Racing-Ferrari | 1:37,555 | –          | –        | 15    |
| 17                                                                        | Kevin Magnussen    | Haas-Ferrari              | 1:37,863 | –          | –        | 20    |
| 18                                                                        | George Russell     | Williams-Mercedes         | 1:38,045 | –          | –        | 16    |
| 19                                                                        | Pietro Fittipaldi  | Haas-Ferrari              | 1:38,173 | –          | –        | 17    |
| 20                                                                        | Nicholas Latifi    | Williams-Mercedes         | 1:38,443 | –          | –        | 18    |
| 107-Prozent-Zeit: 1:42,214 min (bezogen auf Q1-Bestzeit von 1:35,528 min) |                    |                           |          |            |          |       |

Anmerkungen
1. ↑  Leclerc wurde für das Verursachen einer Kollision im vorherigen Rennen um drei Startplätze nach hinten versetzt.
2. ↑  Pérez wurde für das Verwenden zusätzlicher Elemente der Antriebseinheit ans Ende des Feldes versetzt.
3. ↑  Magnussen wurde für das Verwenden zusätzlicher Elemente der Antriebseinheit ans Ende des Feldes versetzt.

### Rennen
| Pos. | Fahrer             | Konstrukteur              | Runden | Stopps | Zeit        | Start | Schnellste Runde |
| ---- | ------------------ | ------------------------- | ------ | ------ | ----------- | ----- | ---------------- |
| 01   | Max Verstappen     | Red Bull Racing-Honda     | 55     | 1      | 1:36:28,645 | 01    | 1:40,958 (14.)   |
| 02   | Valtteri Bottas    | Mercedes                  | 55     | 1      | + 15,976    | 02    | 1:41,131 (40.)   |
| 03   | Lewis Hamilton     | Mercedes                  | 55     | 1      | + 18,415    | 03    | 1:41,420 (37.)   |
| 04   | Alexander Albon    | Red Bull Racing-Honda     | 55     | 1      | + 19,987    | 05    | 1:41,227 (42.)   |
| 05   | Lando Norris       | McLaren-Renault           | 55     | 1      | + 1:00,729  | 04    | 1:41,964 (53.)   |
| 06   | Carlos Sainz jr.   | McLaren-Renault           | 55     | 1      | + 1:05,662  | 06    | 1:41,947 (48.)   |
| 07   | Daniel Ricciardo   | Renault                   | 55     | 1      | + 1:13,748  | 11    | 1:40,926 (55.)   |
| 08   | Pierre Gasly       | AlphaTauri-Honda          | 55     | 1      | + 1:29,718  | 09    | 1:42,474 (53.)   |
| 09   | Esteban Ocon       | Renault                   | 55     | 1      | + 1:41,069  | 10    | 1:42,894 (47.)   |
| 10   | Lance Stroll       | Racing Point-BWT Mercedes | 55     | 1      | + 1:42,738  | 08    | 1:41,866 (41.)   |
| 11   | Daniil Kwjat       | AlphaTauri-Honda          | 54     | 1      | + 1 Runde   | 07    | 1:42,704 (47.)   |
| 12   | Kimi Räikkönen     | Alfa Romeo Racing-Ferrari | 54     | 1      | + 1 Runde   | 15    | 1:42,148 (53.)   |
| 13   | Charles Leclerc    | Ferrari                   | 54     | 1      | + 1 Runde   | 12    | 1:41,908 (24.)   |
| 14   | Sebastian Vettel   | Ferrari                   | 54     | 1      | + 1 Runde   | 13    | 1:41,475 (37.)   |
| 15   | George Russell     | Williams-Mercedes         | 54     | 1      | + 1 Runde   | 16    | 1:43,328 (54.)   |
| 16   | Antonio Giovinazzi | Alfa Romeo Racing-Ferrari | 54     | 1      | + 1 Runde   | 14    | 1:41,675 (29.)   |
| 17   | Nicholas Latifi    | Williams-Mercedes         | 54     | 2      | + 1 Runde   | 18    | 1:42,497 (49.)   |
| 18   | Kevin Magnussen    | Haas-Ferrari              | 54     | 2      | + 1 Runde   | 20    | 1:41,999 (50.)   |
| 19   | Pietro Fittipaldi  | Haas-Ferrari              | 53     | 3      | + 2 Runden  | 17    | 1:41,707 (50.)   |
| –    | Sergio Pérez       | Racing Point-BWT Mercedes | 8      | 0      | DNF         | 19    | 1:43,263 (06.)   |

## WM-Stände nach dem Rennen
Die ersten zehn des Rennens bekamen 25, 18, 15, 12, 10, 8, 6, 4, 2 bzw. 1 Punkt(e). Zusätzlich gab es einen Punkt für die schnellste Rennrunde, da der Fahrer unter den ersten zehn landete.

### Fahrerwertung
| Pos. | Fahrer           | Konstrukteur              | Punkte |
| ---- | ---------------- | ------------------------- | ------ |
| 01   | Lewis Hamilton   | Mercedes                  | 347    |
| 02   | Valtteri Bottas  | Mercedes                  | 223    |
| 03   | Max Verstappen   | Red Bull Racing-Honda     | 214    |
| 04   | Sergio Pérez     | Racing Point-BWT Mercedes | 125    |
| 05   | Daniel Ricciardo | Renault                   | 119    |
| 06   | Carlos Sainz jr. | McLaren-Renault           | 105    |
| 07   | Alexander Albon  | Red Bull Racing-Honda     | 105    |
| 08   | Charles Leclerc  | Ferrari                   | 98     |
| 09   | Lando Norris     | McLaren-Renault           | 97     |
| 10   | Pierre Gasly     | AlphaTauri-Honda          | 75     |
| 11   | Lance Stroll     | Racing Point-BWT Mercedes | 75     |
| 12   | Esteban Ocon     | Renault                   | 62     |

| Pos. | Fahrer             | Konstrukteur                 | Punkte |
| ---- | ------------------ | ---------------------------- | ------ |
| 13   | Sebastian Vettel   | Ferrari                      | 33     |
| 14   | Daniil Kwjat       | AlphaTauri-Honda             | 32     |
| 15   | Nico Hülkenberg    | Racing Point-BWT Mercedes    | 10     |
| 16   | Kimi Räikkönen     | Alfa Romeo Racing-Ferrari    | 4      |
| 17   | Antonio Giovinazzi | Alfa Romeo Racing-Ferrari    | 4      |
| 18   | George Russell     | Williams-Mercedes / Mercedes | 3      |
| 19   | Romain Grosjean    | Haas-Ferrari                 | 2      |
| 20   | Kevin Magnussen    | Haas-Ferrari                 | 1      |
| 21   | Nicholas Latifi    | Williams-Mercedes            | 0      |
| 22   | Jack Aitken        | Williams-Mercedes            | 0      |
| 23   | Pietro Fittipaldi  | Haas-Ferrari                 | 0      |

### Konstrukteur
| Pos. | Konstrukteur              | Punkte |
| ---- | ------------------------- | ------ |
| 1    | Mercedes                  | 573    |
| 2    | Red Bull Racing-Honda     | 319    |
| 3    | McLaren-Renault           | 202    |
| 4    | Racing Point-BWT Mercedes | 195    |
| 5    | Renault                   | 181    |

| Pos. | Konstrukteur              | Punkte |
| ---- | ------------------------- | ------ |
| 06   | Ferrari                   | 131    |
| 07   | AlphaTauri-Honda          | 107    |
| 08   | Alfa Romeo Racing-Ferrari | 8      |
| 09   | Haas-Ferrari              | 3      |
| 10   | Williams-Mercedes         | 0      |